# Vilniusgebied

Litouwen aan de vooravond van de Tweede Wereldoorlog.
Westelijk Vilniusgebied, op 10 oktober 1939 overgedragen aan Litouwen
Westelijk Vilniusgebied, op 6 november 1940 overgedragen aan Litouwen
Oostelijk Vilniusgebied, nooit overgedragen aan Litouwen

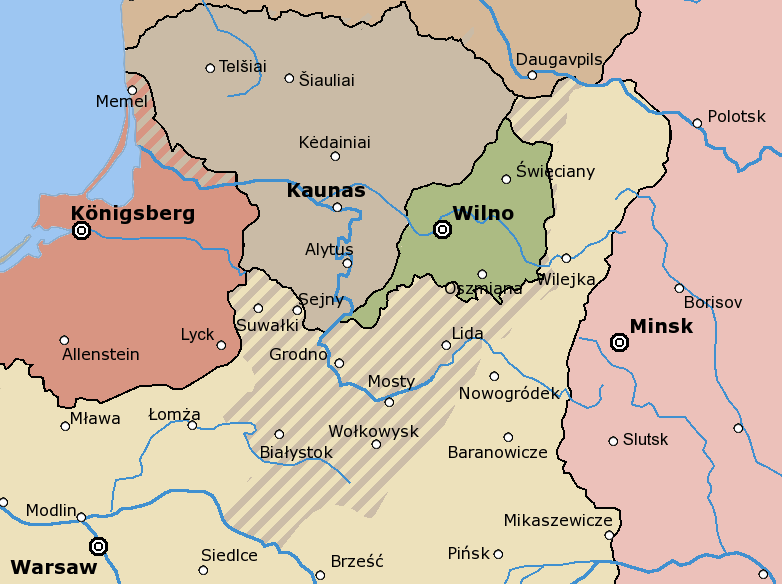
Poolse Republiek Midden-Litouwen

Het Vilniusgebied was tussen 1920 en 1939 een geopolitieke twistappel tussen Polen en Litouwen. Het gebied, dat tegenwoordig gedeeltelijk in Litouwen en gedeeltelijk in Wit-Rusland ligt, omvatte de stad Vilnius en haar omgeving en had een oppervlakte van 32.250 km².
Het gehele gebied vormde tot de Eerste Wereldoorlog een onderdeel van het Russische rijk. In 1920 kwamen bolsjewistisch Rusland en Litouwen in het Verdrag van Moskou overeen dat het Litouws zou worden. Behalve de stad Vilnius zelf behoorden ook de tegenwoordig Wit-Russische steden Hrodna (Grodno) en Lida en de thans Litouwse stad Druskininkai tot het gebied.
Polen was in dit verdrag geen partij en erkende de uitkomst niet. Poolse militairen verdreven de bolsjewieken uit de stad en richtten er de separatistische Poolse staat Midden-Litouwen in, waarvan de grenzen min of meer samenvielen met het Vilniusgebied. Het moest daarbij lijken alsof generaal Lucjan Żeligowski, de leider van Midden-Litouwen, op eigen gezag opereerde. Na een referendum in maart 1922 werd Midden-Litouwen bij Polen ingelijfd. Na vruchteloze bemiddelingspogingen door de Volkenbond werd de status quo in maart 1923 door de westerse mogendheden aanvaard: de Ambassadeursconferentie stemde daarmee in, nadat deze zich een dag eerder bij de inlijving door Litouwen van een ander omstreden gebied, het Memelgebied, had moeten neerleggen. Gedurende het interbellum zou het Vilniusgebied de facto Pools blijven.
Litouwen bleef gedurende het interbellum aanspraak maken op Vilnius en gaf zijn feitelijke hoofdstad in deze periode, Kaunas, de titel van tijdelijke hoofdstad. Litouwen eiste Vilnius op, omdat het de historische hoofdstad van Litouwen was geweest. Polen eiste het gebied op grond van de bevolkingssamenstelling op: de meeste inwoners waren Pools. Het feit dat Józef Piłsudski, de Poolse sterke man, uit het gebied afkomstig was, maakte de situatie extra gecompliceerd. Het Vilniusgebied bedierf de Pools-Litouwse relaties en leidde ertoe dat beide landen tot 1938 geen diplomatieke relaties onderhielden. 
Tijdens de Tweede Wereldoorlog kwam het westelijke deel van het Vilniusgebied in twee porties alsnog aan Litouwen. Het grootste deel, met de stad Vilnius, werd op 10 oktober 1939 aan Litouwen overgedragen, nadat de Sovjet-Unie Polen had bezet. Toen de Sovjet-Unie in 1940 ook Litouwen had geannexeerd, werd op 6 november van dat jaar aan de Litouwse SSR een tweede strook toegevoegd, die aanvankelijk tot de Wit-Russische SSR had behoord. Hierin lag de stad Druskininkai. Het oosten van het Vilniusgebied, met de steden Hrodna en Lida, bleef tot de Wit-Russische SSR behoren. 
De door de Sovjet-Unie op 6 november getrokken grens tussen de Litouwse en de Wit-Russische SSR vormt thans nog steeds de grens tussen Litouwen en Wit-Rusland, afgezien van enige kleine grenscorrecties in 1996, waarbij de Litouwse exclave Pagiriai bij Wit-Rusland werd gevoegd.